# 森慎一郎
森 慎一郎（もり しんいちろう、1972年 - ）は、日本のアメリカ文学者、京都大学教授。

## 人物・来歴
岡山県生まれ。1995年京都大学文学部英文科卒、2000年同大学院文学研究科博士後期課程満期退学。2004年『幻想を紡ぐ 「偉大なギャツビー」とF・スコット・フィッツジェラルドのフィクションの技法』で文学博士。

## 翻訳
- 『ラナーク 四巻からなる伝記』（アラスター・グレイ、国書刊行会） 2007
- 『夜はやさし』（F・スコット・フィッツジェラルド、ホーム社） 2008、のち作品社 2014
- 『フリーダム』（ジョナサン・フランゼン、早川書房） 2012
- 『アップダイクと私 アップダイク・エッセイ傑作選』（アップダイク、若島正編・共訳、河出書房新社） 2013
- 『ベスト・ストーリーズⅠ　ぴょんぴょんウサギ球』（若島正編・共訳、早川書房） 2015
- 『ベスト・ストーリーズⅡ　蛇の靴』（若島正編・共訳、早川書房） 2016
- 『ベスト・ストーリーズⅢ　カボチャ頭』（若島正編・共訳、早川書房） 2016
- 『淡い焔』（ウラジーミル・ナボコフ、作品社） 2018
- 『黄金虫変奏曲』（リチャード・パワーズ、若島正 共訳 みすず書房） 2022

## 参考
- ISBN 978-4-15-209347-9
- 森 慎一郎 - 京都大学教育研究活動データベース